# Chiesa dei Santi Agostino e Monica (Casciago)
La chiesa dei Santi Agostino e Monica a Casciago, in provincia di Varese è una delle quattro chiese presenti nel paese ed è l'attuale chiesa parrocchiale. Completata nel 1938, fu voluta dall'allora arcivescovo di Milano, il cardinale Alfredo Ildefonso Schuster, come luogo di culto dedicato alla memoria di Sant'Agostino, la cui conversione spirituale è legata al periodo trascorso proprio in questi luoghi, e della madre, Santa Monica.

## Storia
Progettata dall'architetto Cornelio Bregonzio, la prima pietra fu posata il 28 agosto 1937, completata la costruzione in un solo anno fu consacrata il 22 settembre 1938 dal beato cardinal Schuster, arcivescovo di Milano. Le decorazioni furono completate fra il 1968 ed il 1971. Negli affreschi del soffitto sono riportate frasi tratte dagli scritti di Sant'Agostino.
Secondo un'ipotesi, non completamente verificata, il paese di Casciago sarebbe infatti Cassiciacum, la località citata dallo stesso Agostino in cui egli con la madre Monica, il fratello Navigio, il figlio Adeodato, l'amico Alipio e i discepoli Rustico, Lastidiano, Taigezio e Licenzio hanno soggiornato, ospitati dall'amico Veracondo, nel periodo precedente al battesimo, ricevuto da Agostino durante la veglia pasquale, il 24 aprile 387, per mano di Sant'Ambrogio, vescovo di Milano.
Il cardinale Schuster volle che si ponesse particolare attenzione alle "sofferenze vissute dalle madri per causa della cattiva condotta dei figli, dando loro una speranza qualora le loro lacrime si mescolino alle lacrime di Monica".
Nei progetti originali era stata prevista anche l'edificazione di un battistero esterno e di un campanile, la cui costruzione, però, non è mai stata realizzata.

## Lavexata quaestiosulRus Cassiciacum

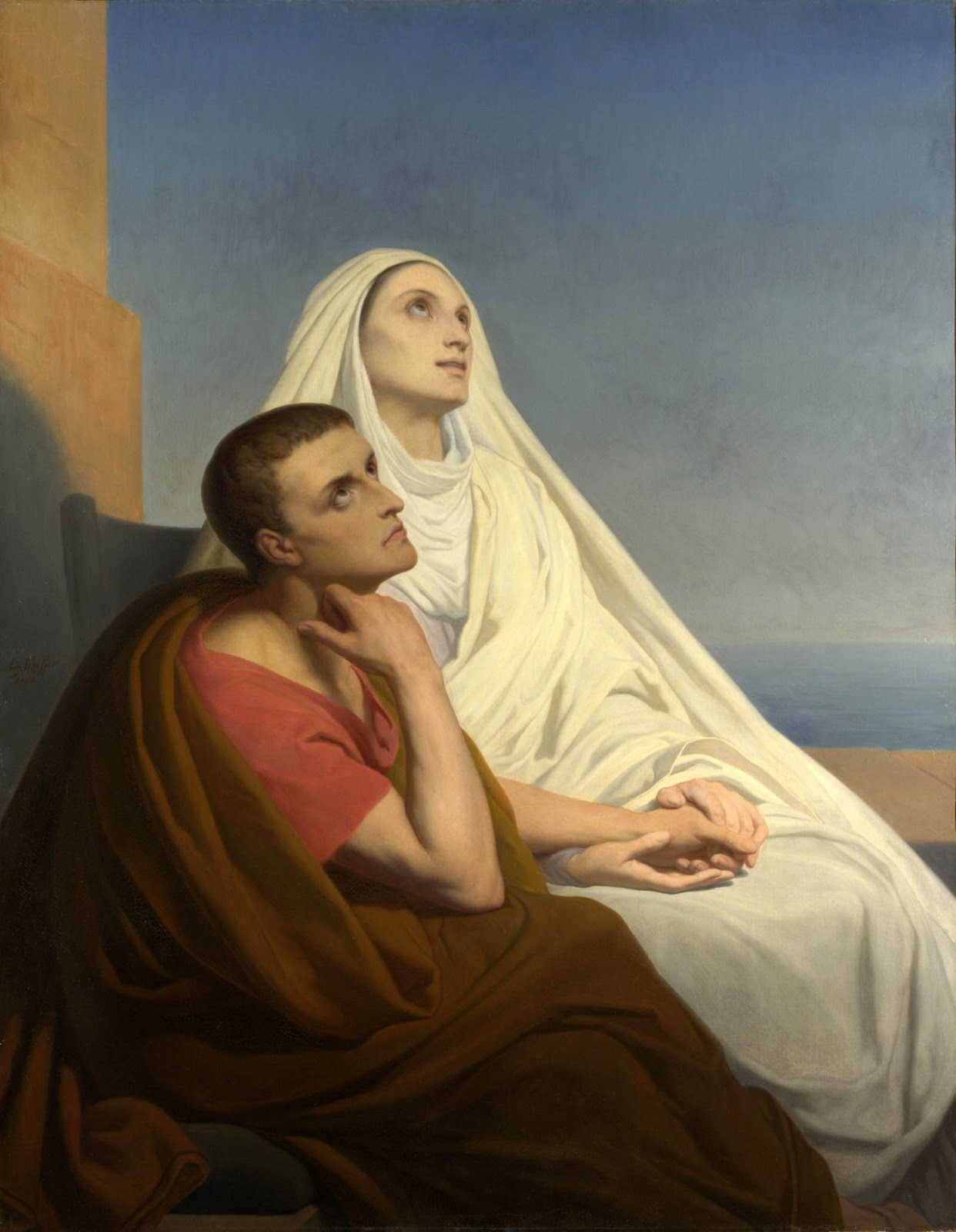
Sant'agostino e la madre Monica

Dante Isella professore emerito e filologo all’Università degli Studi di Pavia, ha scritto un opuscolo intitolato: Alessandro Manzoni e il rus Cassiciacum di S. Agostino, edito per cura del comune di Casciago nel 1986. Isella scrive come Manzoni partecipò alle ricerche cui era stato invitato da uno studioso francese, Jean Joseph Poujoulat che stava scrivendo una Storia di S. Agostino, circa quel Cassiciacum in cui Agostino si ritirò nel 386 in meditazione, abbandonata la cattedra milanese di retorica. Il Manzoni fu il primo a stabilire un nesso tra quel Cassiciacum e Casciago in relazione a Sant’Agostino.
Casciago = Cas’ciagh = Cassiciacum. Come nella pronuncia viva dei suoi abitanti e come esito fonetico. Da un punto di vista linguistico era difficile identificare Cassiciacum con Cassago = Cassiacum (oggi Cassago Brianza) ove esiste solo una pietra nella chiesa su cui era voce che il santo avesse celebrato, e un documento del XVII secolo. Il punto di partenza è l’accertamento testuale delle Confessioni di Agostino con la sua descrizione delle amenità dei luoghi e l’accertamento filologico che attesta nelle edizioni critiche dell’opera rus Cassiciacum, mentre la lezione Cassiacum appare solo nei codici recentiores et deteriores.

## Il battistero di Rupnik
Nel 2014 sono cominciati i lavori, conclusi il successivo anno, per la costruzione di un battistero all'interno della chiesa, realizzato nel transetto destro (che precedentemente era stato murato) e decorato con un mosaico ad opera dell'artista padre Marko Ivan Rupnik, raffigurante la discesa agli inferi.